# Johann Heinrich Meier (Pädagoge)
Johann Heinrich Meier (* 28. Juli 1778; † 2. März 1860 in Lübeck) war ein deutscher Pädagoge und Gründer einer der ersten Höheren Töchterschulen in Deutschland.

## Leben
Meier absolvierte das Lehrerseminar in Hannover. 1802 begann er seine Tätigkeit an der Stadttöchterschule in Hannover. 1805 warb ihn die Stadt Lübeck dort ab. Meier gründete in Lübeck am 9. Januar 1806 seine private Schule, die „Bildungs- und Pensions-Anstalt für Töchter“, die er selbst bis 1854 leitete. Die Schule hatte ihren Sitz von 1813 bis 1871 in der 1942 zerstörten Beckergrube 17, drei Häuser neben dem Theater Lübeck – 1796 Nr. 141, 1820 Nr. 146, Marien-Magdalenen Quartier Block 82. Die Schule stand der zwei Jahre zuvor in Lübeck gegründeten Ernestinenschule in nichts nach und war ein „wohleingerichtetes und stark besuchtes Institut für gebildetere Töchter“. Es wurde Unterricht in Handarbeiten, Sprachen und Wissenschaften bis zur Konfirmation erteilt. Die Schule bestand unter der Leitung seines Sohnes Adolf Meier (1808–1894) bis Ostern 1871. Er benannte die Schule 1859 um in „Meiers Bildungsanstalt für Töchter aus feineren Familien“.
Meier wurde bei der Gründung seiner Schule unterstützt durch einen der Mitbegründer der Ernestinenschule, den Kaufmann Jacob Wiljemars, und dem 1905 von seinem Amt als erster Lehrer an der Ernestinenschule zurückgetretenen Carl Friedrich von Großheim.
Festtag der Schule war der 2. November, der Geburtstag der Ehefrau Meiers, Elisabeth (Betty) Overbeck, die älteste Tochter des Lübecker Bürgermeisters Christian Adolph Overbeck und Schwester des Malers Friedrich Overbeck. Sein Schwippschwager war der Lübecker Arzt Matthias Ludwig Leithoff.
Meier war in der Gesellschaft zur Beförderung gemeinnütziger Tätigkeit langjähriger Vorsteher des 1807 eingerichteten Schullehrer-Seminars und seit deren Gründung 1841 auch der Gewerbeschule.
Briefe von ihm an Elisabeth Overbeck und an Friedrich Overbeck werden von der Stadtbibliothek verwahrt.

## Zielsetzung der Bildungsanstalt
Im Prinzip galt für das Institut Meiers dasselbe wie für die etwa zeitgleich gegründete Ernestinenschule: „Für unsere reiche Bürgerklasse und für einen Teil unserer ärmeren Einwohner ist in dieser Hinsicht durch die trefflichsten Einrichtungen gesorgt worden, aber die übrigen Stände unserer Stadt sehen sich aller Gelegenheit beraubt, um ihren Töchtern einen zusammenhängenden und den Verhältnissen, in welche sie einst treten werden, entsprechenden Jugendunterricht darzubieten. Für sie bleibt eine gut geordnete, durch strenge Aufsicht geleitete Töchterschule, der sie ihr volles Zutrauen schenken dürfen, ein dringendes Bedürfnis.“ „Der Mittelstand, der wohlhabende Handwerker, der kleinere Kaufmann, der mit einer starken Familie gesegnete Hausvater, der wegen der hohen Kosten seine Mädchen in den vorhandenen Instituten nicht ausbilden lassen konnte“ – waren die Klientel der privaten Schule.
Meier war indes ein „Kniggebefürworter“ und spannte den Rahmen seiner Schule weiter. Er lehnte Schulen für die Mittelschichten, die sich nur an die „höheren Stände“ richteten, als zu eng ab. Bei Meier gab es auch Sprachenunterricht, der auf den anderen Instituten nicht angeboten wurde – dort folgten aus der Gründungs-Ideologie der Schulen, eine Anstalt für den Mittelstand zu sein, Standesrücksichten: Die Ernestinenschule zum Beispiel sollte „keine vornehme Bildung der feinen sozialen Welt“ vermitteln.

## Lehrer
- Gottfried Herrmann, Musikdirektor von Lübeck, dessen Töchter die Schule besuchten, unterrichtete ab 1862 Gesang an der Schule und komponierte Festtagsmusiken für den Geburtstag von Betty Meier geb. Overbeck[9]
- Adolf Meier, Zeichner, seit spätestens 1836 Zeichenlehrer

## Werke
- Ueber die Einrichtung der am 9ten Januar 1806 in Lübeck eröffneten Bildungsanstalt für Töchter bei dem Eintritt in ihr zweites Jahrzehend, 1816
- Ueber weibliche Bildung durch öffentliche Anstalten insbesonderheit durch die am 9ten Januar 1806 in Lübeck eröffnete Bildungsanstalt für Töchter bei ihrem Uebertritt in das dritte Jahrzehend, 1826
- Die am 9. Januar 1806 eröffnete Bildungsanstalt für Töchter aus höheren Ständen beim Übertritt in ihr viertes Lebensjahrzehnt von ihrem Gründer, Vorstand und Hauptlehrer, 1836